# 태풍 임부도
태풍 임부도(태풍 번호: 0307, JTWC 지정 번호: 09W, 국제명:IMBUDO, 필리핀 기상청(PAGASA) 지정 이름: Harurot)는 2003년에 북서태평양에서 발생한 7번째 태풍으로 필리핀과 중국에 많은 피해를 주었다.

## 태풍의 진행

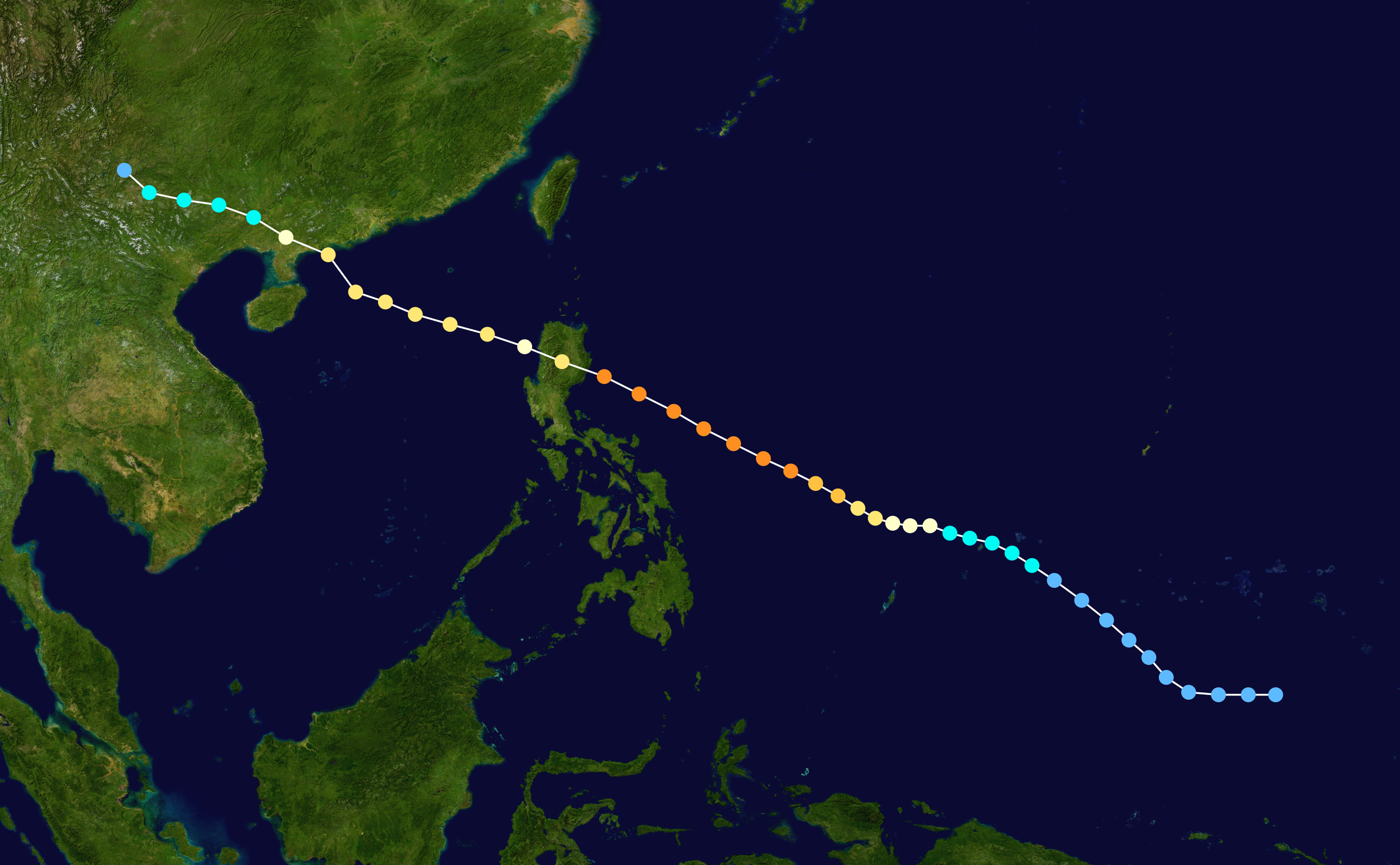
태풍 임부도의 이동 경로

7월 13일, 추크 제도 근처 해역에서 상승기류가 발달하였고 이 기류는 계속 강해지기 시작했다. 7월 15일에 초기에 생성된 장소 남서쪽에서도 상승기류가 발생했다. 이 상승기류들이 7월 16일 야프섬 동남동쪽 약 670 km 해상에서 열대 저기압으로 발달해 미국 합동태풍경보센터(JTWC)가 열대저기압 09W으로 명명했다.
이 열대저기압은 남서부 경계에 위치해있던 고기압대를 따라 북서쪽으로 이동했다. 당시 태평양의 수온은 꽤나 높아 열대저기압이 크게 발달하는 원인이 되어 7월 17일, 드디어 열대 폭풍으로 승격되었고 '임부도(IMBUDO)'로 이름이 새로 붙여졌다. 열대폭풍 임부도는 매우 빠른 속도로 강력해졌고 다음날인 7월 18일에 태풍의 단계에 오르게 되었다. 7월 20일에는 드디어 1분최대풍속이 240 km/h까지 도달하여 2003년의 제2호 태풍 구지라(KUJIRA)에 이어 두 번째 슈퍼태풍이 되었다. 계속해서 북서진하던 태풍 임부도는 7월 22일 아침에 필리핀 루손섬 북부를 1분최대풍속 210 km/h의 매우 강한 세력으로 강타했다.
루손섬을 통과한 뒤에 임부도는 140 km/h의 속력으로 남중국해에 진입했고 이 때의 남중국해도 수온이 높아 임부도는 다시 160 km/h의 속력으로 재발달했다. 하지만 북동쪽에 위치한 따뜻한 공기가 태풍을 약하게 했고 7월 24일, 중화인민공화국 남부에 1분최대풍속 153 km/h으로 2차로 상륙했다. 임부도는 내륙에서 급격하게 약화되었으며 이날 밤에 열대저기압(열대 저압부)로 약해졌다.
태풍 임부도(IMBUDO)는 필리핀에서 제출하였으며 깔때기을 의미한다.

## 태풍의 시간별 정보
아래 표는 대한민국 기상청(KMA)의 자료에 의한 것임.
| 형태          | 날짜 및 시간 (UTC) | 위도 (°N) | 경도 (°E) | 이동속도 (km/h) | 기압 (hPa) | 최대풍속 (m/s) |
| ------------- | ------------------ | --------- | --------- | --------------- | ---------- | -------------- |
| 열대폭풍      | 7월 17일 6시       | 8.3       | 140.9     | 15              | 996        | 18.0           |
| 열대폭풍      | 7월 18일 6시       | 9.9       | 137.4     | 25              | 992        | 21.0           |
| 강한 열대폭풍 | 7월 19일 6시       | 10.5      | 134.7     | 19              | 975        | 31.0           |
| 태풍          | 7월 20일 6시       | 12.1      | 131.6     | 24              | 955        | 39.0           |
| 태풍          | 7월 21일 6시       | 14.3      | 127.2     | 18              | 945        | 44.0           |
| 태풍          | 7월 22일 6시       | 17.0      | 121.4     | 30              | 955        | 40.0           |
| 태풍          | 7월 23일 6시       | 18.8      | 115.5     | 30              | 955        | 40.0           |
| 강한 열대폭풍 | 7월 24일 6시       | 22.6      | 110.1     | 35              | 975        | 26.0           |
| 소멸          | 7월 25일 6시       | 24.0      | 107.0     | 20              | 992        |                |

## 피해
필리핀 루손섬을 5년 만에 엄청난 세력으로 강타한 태풍 임부도는 상륙한 즉시 섬에 홍수를 일으켰고 강풍에 의한 피해도 생기게 하였다. 21명이 사망했으며 총 농작물 피해액은 3700만달러(2003년 기준)이었다. 또 다른 피해는 대규모 주택가가 파괴되었는데 이 주택가는 저소득층이 주로 거주하던 곳이었다. 태풍경보 제4단계가 5년 만에 다시 발효되었고 강풍은 무수한 전신주를 쓰러트려 이사벨라주 전 지역에 정전이 되게하였다. 몇십년이 지난 나무들은 뿌리채 뽑혀버렸다.
중국 남부의 피해도 필리핀과의 피해와 엇비슷한 규모였다. 총 20명이 숨졌고 재산피해로 3억 260만달러(2003년 기준)가 집계되었다. 이 피해는 주로 남부에 있던 하이난성, 광둥성, 광시 좡족 자치구에서 심했으며 산사태와 홍수에 의한 피해가 가장 컸다.

## 제명
위와 같은 엄청난 피해 때문에 이름 '임부도(IMBUDO)'는 영구 제명되었고 2003년 제1호 태풍 야냔(YANYAN), 제14호 태풍인 '매미(MAEMI)'도 같이 퇴출되었다. 야냔은 돌핀(DOLPHIN)이,  임부도는 '몰라베(MOLAVE)'가, 매미는 '무지개(MUJIGAE)'가 대체 이름으로 선택되었다(2015년에 무지개도 퇴출되어 수리개로 대체됨). 한편, 필리핀 기상청(PAGASA)에서 제출한 이름인 'Harurot'도 필리핀에 끼친 큰 피해로 인해 퇴출되었고 'Hanna'로 대신하게 되었다.

## 같이 보기
- 2003년 태풍
- 태풍 매미